# D-Generation X
D-Generation X (auch DX) war ein Wrestlingstable und später ein Tag Team der Promotion World Wrestling Entertainment (WWE). Es bestand von 1997 bis 2000 sowie von 2006 bis 2010. Als Stable war die D-Generation X prägend für die sogenannte „Attitude“-Ära der WWE.

## Geschichte

### Anfänge und Aufstieg

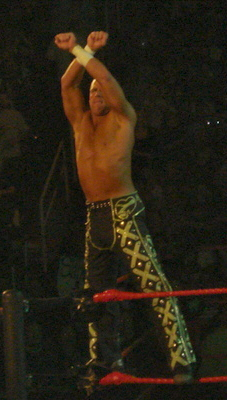
Michaels zeigt das "X"

Die erste Zusammenkunft der D-Generation X fand am 20. September 1997 im Rahmen des Pay Per View One Night Only statt. Zur Anfangsformation gehörten die Wrestler Shawn Michaels, Triple H, Ravishing Rick Rude und Chyna. Getreu dem eigenen Motto „You make the rules and we'll break 'em“ trat die Gruppe in der Folgezeit betont rebellisch auf und brach jede von Autoritäten der Promotion aufgestellte Regel. Obszöne Gesten, bei denen die Mitglieder der DX mit vor dem Bauch gekreuzten Armen auf ihre Genitalien wiesen, und Flüche waren zuvor in der familienfreundlichen WWE undenkbar gewesen, sodass die DX einerseits umso rebellischer wirkte, andererseits aber auch das gesamte Bild der Promotion in der beginnenden „Attitude“-Ära prägte. Die WWE versuchte, durch eine düstere Atmosphäre, geprägt durch komplexere Storylines und derbere Sprache der Darsteller, den verlorenen Boden im Kampf um die Einschaltquoten gegen ihren damaligen Hauptkonkurrenten der WCW aufzuholen. Die DX trug wesentlich zur Verbesserung der Einschaltquoten der WWE-Sendungen im Jahr 1998 bei, sodass man die WCW überholen und wieder zur Nr. 1 im Wrestlinggeschäft werden konnte.
Innerhalb der WWE-Shows ließ man die D-Generation X Fehden mit den Stables Nation Of Domination und Corporation ausfechten. Der WWE-Eigentümer Vince McMahon selbst stellte den Hauptgegner der Gruppierung dar. Vor WrestleMania XIV im März 1998 wurde Mike Tyson, der zu dieser Zeit nach dem Ohrbiss-Vorfall im Boxkampf gegen Evander Holyfield keine Boxlizenz und Geldnöte hatte, als neues Mitglied der D-Generation X vorgestellt. Die Verpflichtung Tysons brachte der WWE erneut große Aufmerksamkeit in den Massenmedien. Tyson erschien bei der Großveranstaltung WrestleMania XIV als Spezial-Ringrichter, wechselte nach Drehbuch die Seiten und brachte DX-Mitglied Shawn Michaels um den Sieg. Tyson verließ danach die WWE, und Shawn Michaels, der Zeit benötigte, um eine schwere reale Verletzung auszukurieren, verließ die Gruppierung.
Wenig später verließ auch Rick Rude die WWE in Richtung WCW. Die Promotion füllte die Reihen mit „Road Dogg“ Jesse James und „Bad Ass“ Billy Gunn (im Tag Team als New Age Outlaws bekannt) und dem aus der WCW zurückgekehrten X-Pac auf. Gleichzeitig begann sich das Image der Gruppierung zu wandeln: Hatten sie zuvor die Rolle der Bösewichter („Heels“) verkörpert, so wurden sie nun zu Publikumslieblingen gemacht. 
Die WWE setzte die DX in dieser Zeit gegen die geschäftliche Konkurrenz ein, indem sie deren Mitglieder vor Hallen, in denen die Konkurrenz Shows veranstaltete, in Kontakt mit Fans brachte, das Geschehen aufzeichnete und WCW-feindliche Äußerungen in ihre Sendungen einbaute. Am 11. Mai 1998 ließ die WWE sie sogar mit einem Militärfahrzeug vor dem CNN One Center in Atlanta, dem Firmensitz der WCW, vorfahren. Aktionen dieser Art wurden jedoch im Sommer 1998 eingestellt.
Ab Januar 1999 begann die Auflösung der Gruppierung, indem sich nach und nach die Mitglieder den Gegnern anschlossen. Zunächst wurde Chyna ein Seitenwechsel zur Corporation angedichtet, wenig später ließ man auch Triple H, bis dato Anführer der D-Generation X, den Abtrünnigen spielen. Im Mai schrieb man auch das Tag Team der New Age Outlaws auseinander, um im Juli mit einem Match, bei dem es storylinemäßig um Lizenzeinnahmen aus dem D-Generation X-Merchandise ging, den Zerfallsprozess zu Ende zu bringen.

### McMahon-Helmsley-Ära
Am 25. Oktober 1999 kam es zu einer Wiedervereinigung der D-Generation X als Heel-Gruppe. Triple H und X-Pac erschienen bei einem von Jesse James und Billy Gunn geführten Tag-Team-Match und unterstützten diese. Bis Mitte 2000 blieben sie zusammen. Lediglich Billy Gunn musste wegen einer Verletzungspause ausscheiden, was man vor der Kamera als Ausschluss verkaufte. Die Gruppe diente nun als Aufhänger zum Aufbau Triple Hs als Main-Eventer. Triple H führte nun mit Stephanie McMahon-Helmsley, seiner wirklichen Ehefrau und Tochter des WWE-Eigentümers Vince McMahon, die neue DX an. Weitere Mitglieder waren erneut die New Age Outlaws und X-Pac. Es war der Beginn der sogenannten „McMahon-Helmsley-Ära“ der WWE, in der die Gruppe storylinegemäß sowohl vor, als auch real hinter den Kulissen großen Einfluss in der Promotion hatte. Mit dem Aufstieg Triple Hs als Einzelwrestler sank jedoch die Bedeutung der Gruppe. Im November traten die Mitglieder ein letztes Mal als Gruppe auf und verloren ein Acht-Mann-Tag-Team-Match gegen die Radicalz. Danach erschien die Gruppierung vorerst nicht mehr in den Shows der WWF. 
Im Juli 2002 benutzte die Promotion die Geschichte der D-Generation X als Aufhänger einer Storyline. Triple H bot dem in die WWE zurückgekehrten Shawn Michaels eine Wiedervereinigung an, attackierte diesen jedoch und leitete damit das geplante und langausgelegte Fehdenprogramm ein.

### Wiedergründung als Tag Team

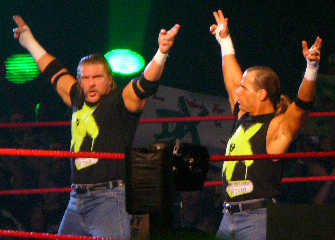
Triple H und Shawn Michaels als D-Generation X

Ab April 2006 begann die WWE, ein erneutes Auftreten der D-Generation X vorzubereiten. Michaels und Triple H, deren Fehdenprogramm von 2002 längst beendet war, begannen damit, in den Shows gelegentlich die typischen Gesten und Sprüche der Gruppierung zu verwenden, was zunächst Diskussionen entfachte. 
Bei der RAW-Show vom 12. Juni 2006 griff dann Shawn Michaels im Rahmen der Storyline in einen Match Triple Hs gegen die Gruppe Spirit Squad ein. Damit wurde ein Match zwischen der als Tag Team neuformierten D-Generation X gegen die Spirit Squad beim Pay-per-View Vengeance begründet. Bei der Siegesfeier im Ring durften Michaels und Triple H Vince McMahon verhöhnen und man leitete so die nächste Storyline ein, die sie gegen Vince und dessen Sohn Shane McMahon stellte. Dieses Fehdenprogramm wurde über mehrere Veranstaltungen ausgedehnt. 
Nachdem auch diese zugunsten der D-Generation X zu Ende gegangen war, folgte eine Serie von Matches gegen Edge und Randy Orton. Nachdem beide Wrestler aufgrund von realen Knieverletzungen im Frühjahr und Sommer 2007 keine gemeinsamen Auftritte bestreiten konnten, dauerte es bis zum 5. November 2007, bis sie ein als eintägig angekündigtes Comeback als Tag Team gaben. Seitdem hatte die WWE die beiden Wrestler immer wieder einzelne Matches als D-Generation X bestreiten lassen.
Bei der Großveranstaltung SummerSlam 2009 wurde das Stable erneut reaktiviert. Beim Pay-Per-View TLC: Tables, Ladders and Chairs ließ man Shawn Michaels und Triple H zum ersten Mal in der Geschichte der D-Generation X zusammen die Unified Tag Team Championship gewinnen, indem sie Chris Jericho und Big Show in einem TLC-Match besiegen durften. In der RAW-Ausgabe vom 21. Dezember 2009 wurde Hornswoggle zum offiziellen „DX-Maskottchen“ ernannt. Am 8. Februar 2010 bei RAW verlor das Tag Team gegen The Miz und Big Show und damit die Titelregentschaft. 
Das endgültige Ende erfolgte bei WrestleMania 26, da Shawn Michaels nach einem verlorenen Match gegen The Undertaker gemäß Storyline seine Karriere beenden musste.
Am 23. Juli 2012 trat das Stable im Rahmen der 1000. Folge von RAW in einem Angle gegen Damien Sandow erneut auf. Dabei waren neben Triple H und Shawn Michaels auch die ehemaligen Mitglieder Road Dogg, X-Pac und Billy Gunn zu sehen.

## Mitglieder
Insgesamt gab es fünf Versionen von D-Generation X bei World Wrestling Entertainment. Hier wurde zwischen den unterschiedlichen Mitgliedern sowie der Heel- bzw. Face-Ausrichtung unterschieden.
| Nummer                          | Art      | Zeitraum                             | Mitglieder                                                      |
| ------------------------------- | -------- | ------------------------------------ | --------------------------------------------------------------- |
| Erste Version (Heel)            | Stable   | 20. September 1997 – 29. März 1998   | Shawn Michaels, Triple H, Chyna, Rick Rude, Mike Tyson          |
| Zweite Version „DX Army“ (Face) | Stable   | 30. März 1998 – 25. Juli 1999        | Triple H, Chyna, X-Pac, Road Dogg, Billy Gunn                   |
| Dritte Version (Heel)           | Stable   | 25. Oktober 1999 – 12. Dezember 2000 | Triple H, X-Pac, Road Dogg, Billy Gunn, Tori, Stephanie McMahon |
| Vierte Version (Face)           | Tag Team | 12. Juni 2006 – 21. Dezember 2009    | Shawn Michaels, Triple H                                        |
| Fünfte Version (Face)           | Tag Team | 21. Dezember 2009 – 28. März 2010    | Shawn Michaels, Triple H, Hornswoggle als Maskottchen           |

## DVD
2007 veröffentlichte die WWE eine DVD über das Stable, welche dessen ganze Geschichte und acht Matches der D-Generation X enthält. Diese DVD unterscheidet sich inhaltlich nicht von dem D-Generation X-Video, das die WWE bereits 1998 veröffentlicht hatte, bis auf die Tatsache, dass Schimpfwörter und einige andere „politische unkorrekte“ Inhalte zensiert wurden und die DVD einen zusätzlichen Extras-Teil mit acht Bonusmatches enthält.

## Erfolge
- World Wrestling Entertainment

- 1× World Tag Team Championship (Shawn Michaels & Triple H)
- 1× WWE Tag Team Championship (Shawn Michaels & Triple H)